# Thea Frodin
Thea Frodin (* 17. Dezember 2008 in Woodland Hills) ist eine US-amerikanische Tennisspielerin.

## Leben

### Persönliches
Thea Frodins Vater Mathias ist Schwede, ihre Mutter wurde in Frankreich geboren und wuchs in Gabun auf. Sie besitzt auch die schwedische Staatsbürgerschaft.

### Karriere
Thea Frodin spielt seit 2022 Turniere der Juniorinnentour, im zweiten Jahr gewann ihre ersten Titel. Ende Mai 2023 versuchte sie erstmals über die Qualifikation in der Hauptrunde eines Profiturniers der ITF Women’s World Tennis Tour zu spielen, was ihr nicht gelang, sie verlor ihr Erstrundenspiel. Für das drei Wochen später stattgefundene W-15-Turnier in Los Angeles erhielt sie eine Wildcard für die Hauptrunde. Sie gewann ihr Spiel in der ersten Runde mit 6:3 und 6:3, in der zweiten Runde hatte sie das Nachsehen.
2025 gewann sie den Banana Bowl, eines der prestigeträchtigsten Juniorentennisturniere. Im Finale siegte sie gegen Sol Ailin Larraya Guidi mit 6:3 und 6:1. Bei den Wimbledon Championships 2025 erreichte sie mit Julieta Pareja das Juniorinnendoppelfinale gegen Kristina Penickova/Vendula Valdmannová, das die beiden mit 4:6 und 2:6 verloren.

## Abschneiden bei Grand-Slam-Turnieren

### Juniorinneneinzel
| Turnier         | 2023 | 2024 | 2025 | Karriere |
| --------------- | ---- | ---- | ---- | -------- |
| Australian Open | —    | —    | 2    | 2        |
| French Open     | —    | 1    | 2    | 2        |
| Wimbledon       | —    | 1    | 1    | 1        |
| US Open         | 1    | 1    |      | 1        |

Zeichenerklärung: S = Turniersieg; F, HF, VF, AF = Einzug ins Finale / Halbfinale / Viertelfinale / Achtelfinale; 1, 2, 3 = Ausscheiden in der 1. / 2. / 3. Hauptrunde; nicht ausgetragen

### Juniorinnendoppel
| Turnier         | 2023 | 2024 | 2025 | Karriere |
| --------------- | ---- | ---- | ---- | -------- |
| Australian Open | —    | —    | 1    | 1        |
| French Open     | —    | 1    | 1    | 1        |
| Wimbledon       | —    | 1    | F    | F        |
| US Open         | 1    | AF   |      | AF       |

## Trivia
Im Film King Richard spielte sie die kleine Serena Williams.